# Fravia
Francesco Vianello (30. srpna 1952 – 3. května 2009), známý hlavně pod přezdívkou Fravia (někdy +Fravia nebo Fravia+), byl softwarový inženýr a hacker, který udržoval webový archiv článků o reverzním inženýrství a technikách vyhledávání informací. Věnoval se také steganografii a technikám zabezpečení informací. Jeho eseje se zabývaly i dolováním dat, analýzou trollení a stalkingem.
Vianello vystudoval historii raného středověku a mluvil šesti jazyky (mezi nimi i latinsky). Profesně se živil jako konzultant v oblasti lingvistiky související s informačními technologiemi.
Na svých webech zpřístupnil velké množství materiálu souvisejícího s reverzním inženýrstvím. Eseje psal jak on, tak další odborníci z komunity, která se kolem něj vytvořila.
Původně se Vianello zabýval hlavně technikami hackování softwarového kódu, zabezpečením softwaru a (de)montáží softwarových aplikací. Postupem času se jeho zájem přesunul k pokročilým technikám vyhledávání informací na internetu, reversnímu inženýrství internetových vyhledávačů a zpracováváním nestrukturovaných dat.
Vianellův první web byl dostupný od roku 1995. Spustil ho v době kdy se poprvé zapojil do výzkumu v oblasti reverzního kódování (RCE).
Jeho původní webové stránky „www.fravia.com“ a „www.searchlores.org“ obsahovaly velké množství specializovaných informací souvisejících s vytěžováním dat. Web „www.searchlores.org“ byl popsán jako „velmi užitečný nástroj“, a jeho web „www.fravia.com“ jako „povinná četba pro každého špióna, který chce jít nad rámec jednoduchého googlení.“
Vianellovy weby byly spravovány ještě několik let po jeho smrti v roce 2009, ale postupně přestávaly být funkční.
V současné době jsou kopie Vianellových esejí dostupné jen ze zrcadel jeho původních webů. Domény pod kterými původně Vianello publikoval své weby byly registrovány komerčně jako expirované domény a využity pro SEO. Poslední z původních zrcadel na které odkazoval Fravia přímo z jeho webu („search.lores.eu“), přestalo fungovat v únoru 2020, ale nové zrcadlo vzniklo později v roce 2020 na doméně fravia.net Archivováno 12. 11. 2022 na Wayback Machine..